# Kawanishi N1K
El Kawanishi N1K Kyōfū (強風 viento poderoso?) fue un hidroavión de caza del Servicio Aéreo de la Armada Imperial Japonesa. Los Aliados le dieron el nombre en clave «Rex».
El Kawanishi N1K-J Shiden (紫電 relámpago violeta?) fue una versión basada en tierra del N1K. A esta variante terrestre los aliados le dieron el nombre en clave «George». Durante la Segunda Guerra Mundial los pilotos de ambos bandos consideraron al N1K-J como uno de los mejores cazas japoneses basados en tierra.
El N1K poseía un armamento pesado, inusual para los cazas japoneses, y además podía llegar a salvo a su base después de haber recibido un considerable daño en combate. El Shiden Kai además gozaba de una gran maniobrabilidad gracias a un interruptor de mercurio que extendía automáticamente los flaps en los giros. Estos “flaps de combate” generaban más sustentación y permitían giros más cerrados. El N1K-J, a diferencia del A6M5 Zeke, se podía enfrentar en igualdad de condiciones al F6F Hellcat, el F4U Corsair o el P-51 Mustang. A pesar esta capacidad, fue producido demasiado tarde y en escaso número para afectar al resultado de la guerra.

## Historia

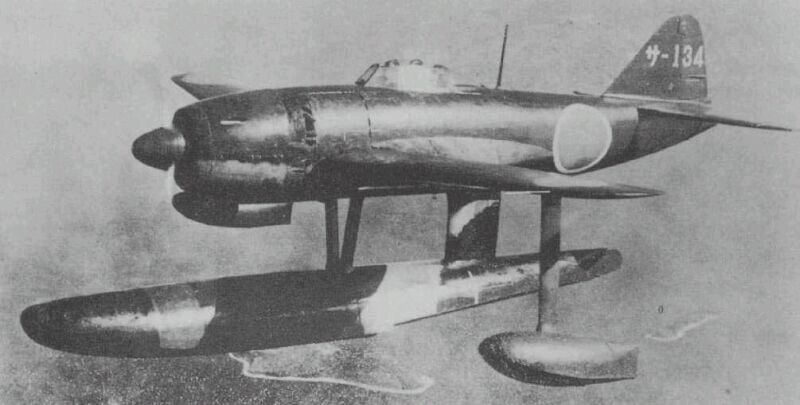
Caza-hidroavión Kawanishi N1K1 Kyōfū en vuelo.

El Kawanishi N1K1 Kyofu fue construido inicialmente como hidroavión de caza para dar apoyo a las operaciones anfibias en áreas en las que no hubiese disponibilidad de una pista de aterrizaje, pero en 1943 cuando el avión entró en servicio, Japón había pasado a la defensiva, y para este papel; no precisaba de los N1K1. A pesar de haber sido construidos para el ataque fueron utilizados defensivamente, siendo que eran rivales muy efectivos contra los cazas embarcados en los portaaviones de la US Navy.

## Diseño y desarrollo
Los pesados flotadores, era lo que limitaba al N1K1 contra los modernos cazas estadounidenses. Los ingenieros de Kawanishi, habían pronosticado a finales de 1941 que el N1K podría convertirse en un buen caza basado en tierra, por lo que empezaron a construir en privado dicha versión, que realizó su primer vuelo el 27 de diciembre de 1942, con un motor radial Nakajima NK9H Homare de reciente desarrollo en lugar del menos potente Mitsubishi MK4D Kasei del N1K1. Con la intención de aprovechar toda la potencia de este motor, se hizo precisa la adopción de una hélice de gran diámetro, lo que a su vez requirió el desarrollo de unos aterrizadores principales de gran longitud, que fueron fuente de gran número de quebraderos de cabeza para el equipo de diseño.  Una característica única de este aparato, eran los alerones de combate automáticos, que se ajustaban automáticamente en función de la aceleración, liberando al piloto de este trabajo, y reduciendo la posibilidad de que se limitase por ello en pleno combate.
Aparte de los problemas iniciales del motor y el tren de aterrizaje el programa de vuelos de prueba demostró que el avión era prometedor. Los prototipos fueron evaluados por la Armada Imperial, y puesto que el avión era más rápido que el reconocidísimo Mitsubishi A6M5 Reisen y con mucho más alcance que el Mitsubishi J2M2 Raiden, se ordenó a finales de 1943 su producción en serie como N1K1-J, la -J era su distintivo, ya que se trataba de un avión de despegue en tierra, diferente al hidroavión de caza original, con la denominación oficial de Caza Interceptor de la Armada Shiden (Relámpago violeta) y que recibió la designación código aliado de George.

### N1K2-J Shiden-Kai
Aunque el N1K1-J comenzó a entrar en servicio a principios de 1944, el modelo no representó más de una medida provisional, en espera del desarrollo de una versión mejorada, el N1K2-J, que había sido iniciada a mediados de 1943. Éste había sido considerablemente rediseñado. En primer lugar, se colocaron las alas en el punto bajo del fuselaje en lugar de en el punto medio, lo que permitió acortar el frágil tren de aterrizaje, el fuselaje fue alargado, la cola rediseñada, y el conjunto del avión, diseñado para que fuese más fácil de construir, usando los materiales especiales en pequeñas cantidades. El motor Homare fue mantenido, dado que no había alternativa mejor a pesar de su escasa fiabilidad. El prototipo, voló por primera vez el 31 de diciembre de 1943 y entró en producción tras las pruebas de la armada en abril. El avión, recibió la designación Caza Interceptor de la Armada Shiden KAI (紫電改), Kai siendo la abreviación de kaizo («mejorado»).

## Variantes y producción
| Shiden-Kai Production                                                               |                               |
| Mes                                                                                 | Producido                     |
| 1943                                                                                | 1 (prototipo)                 |
| enero de 1944                                                                       | 1                             |
| febrero de 1944                                                                     | 1                             |
| marzo de 1944                                                                       | 1                             |
| abril de 1944                                                                       | 2                             |
| mayo de 1944                                                                        | 1                             |
| junio de 1944                                                                       | 1                             |
| julio de 1944                                                                       | 3                             |
| agosto de 1944                                                                      | 2                             |
| septiembre de 1944                                                                  | 1                             |
| octubre de 1944                                                                     | 6                             |
| noviembre de 1944                                                                   | 17                            |
| diciembre de 1944                                                                   | 31                            |
| enero de 1945                                                                       | 35                            |
| febrero de 1945                                                                     | 47                            |
| marzo de 1945                                                                       | 59                            |
| abril de 1945                                                                       | 83                            |
| mayo de 1945                                                                        | 83 (20 por la fábrica Himeji) |
| junio de 1945                                                                       | 25                            |
| julio de 1945                                                                       | 18                            |
| agosto de 1945                                                                      | 10                            |
| Total                                                                               | 428                           |
| Fuentes: Genda's Blade (páginas 29 y 63-68) Aircraft in profile (n° 213, página 64) |                               |

N1K1-J
designación de los prototipos y la versión inicial de serie; los prototipos estaban propulsados por el motor Nakajima Homare 11 de 1820 cv; los aparatos de serie estaban provistos de Homare 21 y armados con dos ametralladoras de 7,70 mm en el morro y cuatro cañones de 20 mm montados en las alas; la producción incluyendo los prototipos, totalizó 1007 ejemplares
N1K1-Ja Modelo 11A
variante del N1K1-J, también armado con cuatro cañones de 20 mm, pero sin ametralladoras en el morro
N1K1-Jb Modelo 11B
variante del N1K1-J con las alas modificadas para permitir la instalación de los cuatro cañones de 20 mm en el interior de las alas y el transporte de dos bombas de 250 kg en sendos soportes subalares, algunos de los últimos aparatos de serie transportaban seis cohetes aire-superficie en un soporte bajo el fuselaje
N1K1-Jc Modelo 11C
variante de cazabombardero derivada del N1K1-Jb, cuatro puntos para bombas de 250 kg bajo las alas.
N1K1-J KAIa
versión experimental con un cohete auxiliar. Una conversión de un Modelo 11.
N1K1-J KAIb
conversión para bombardeo en picado. Una bomba de 250 kg bajo el fuselaje y seis cohetes bajo las alas.
N1K2-J
versión de serie, 423 construidos, incluyendo 22 por otras compañías; armamento similar al del N1K1-Jb
N1K2-K
entrenador biplaza de conversión al N1K2-J; armado con cuatro cañones de 20 mm
N1K3-J
designación de dos prototipos con el motor adelantado para mejorar la estabilidad longitudinal; armamento similar al del N1K2-K más dos ametralladoras Tipo 3 de 13,2 mm sobre el capó del motor
N1K3-A
versión embarcada del  N1K3-J; no llegó a construirse ningún ejemplar
N1K4-J
designación de dos prototipos, con motor mejorado Homare 23 de 2000 cv; armamento similar al del N1K3-J
N1K4-A
un único prototipo de la versión embarcada del N1K4-J
N1K5-J
único prototipo, destinado a ser provisto de un motor Mitsubishi MK9A de 2200 cv, y que resultó destruido durante un bombardeo de la USAAF antes de ser completado
- Producción total (todas las versiones): 1435 ejemplares.

## Historia operacional

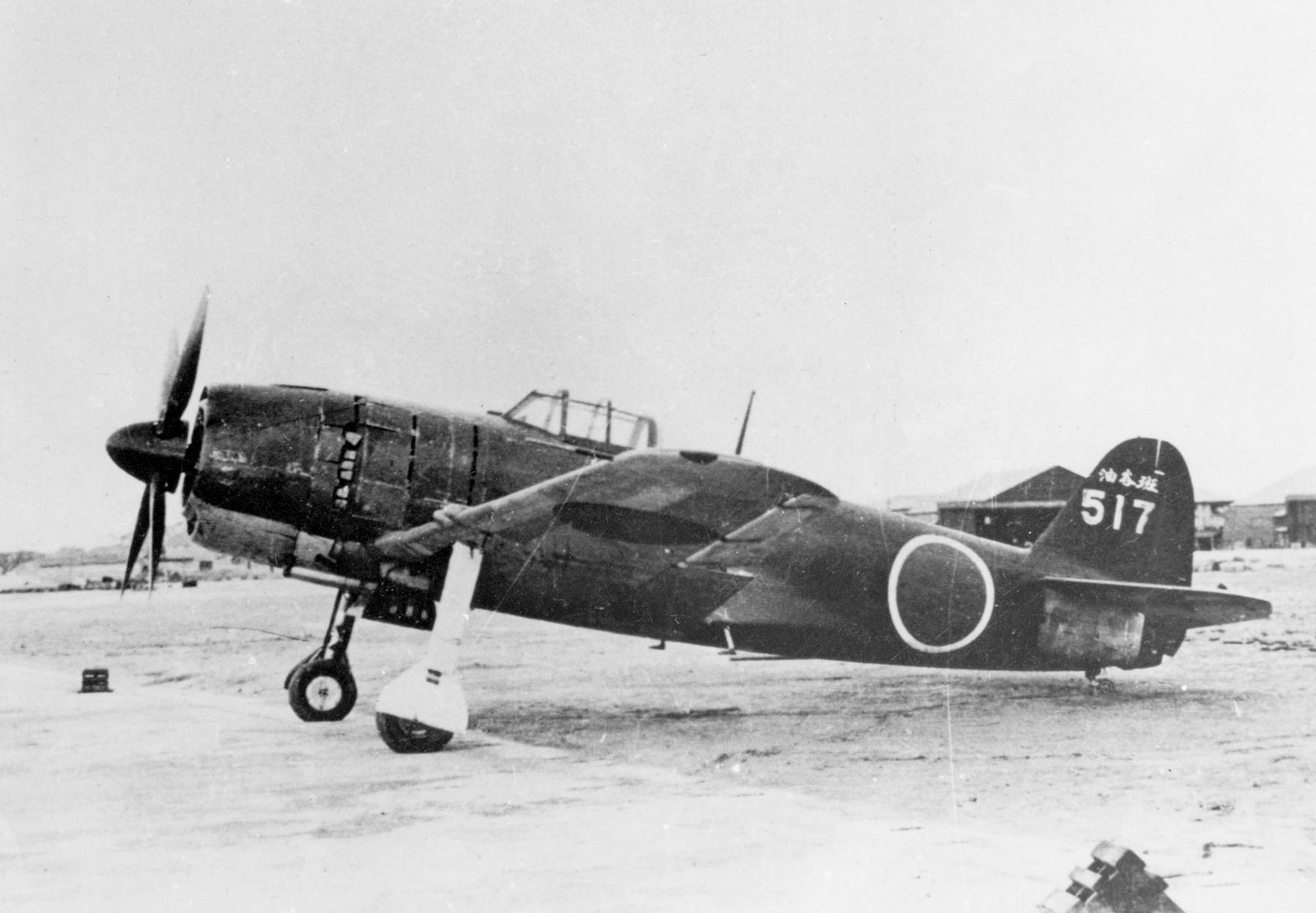
Kawanishi N1K2-J, probablemente N1K4-J Shiden Kai Modelo 32 – solo dos prototipos fueron construidos.

El avión, entró en servicio a inicios de 1944 y demostró ser altamente efectivo contra los cazas americanos, aunque  mecánicamente no era fiable. El motor, era difícil de mantener, al igual que el tren de aterrizaje, que tenía frecuentemente fallos.
Los N1K2-J fueron extensamente utilizados sobre Formosa, Honshū, Okinawa y las Filipinas; en el último período de la guerra algunos fueron utilizados en ataques kamikaze. Antes de que finalizara la producción al mejorado N1K2-J, se habían producido 1007 aeronaves, incluidos los prototipos. 
Debido a sus problemas, se producían pocos aviones, pero el  Shiden-Kai demostró ser uno de los mejores perros de presa del aire desplegado en cualquiera de las zonas de operación. Junto a su gran velocidad, era muy ágil, con una tasa de giro de 82° por segundo a 240 mi/h. Su armamento, una efectiva batería de cuatro cañones de 20 mm en las alas, y dos ametralladoras en el morro. Como interceptor de bombarderos, era menos efectivo, debido a su pobre velocidad de ascenso, y al bajo rendimiento de su motor a gran altitud, ya que requería de grandes cantidades de aire para su funcionamiento.

## Supervivientes

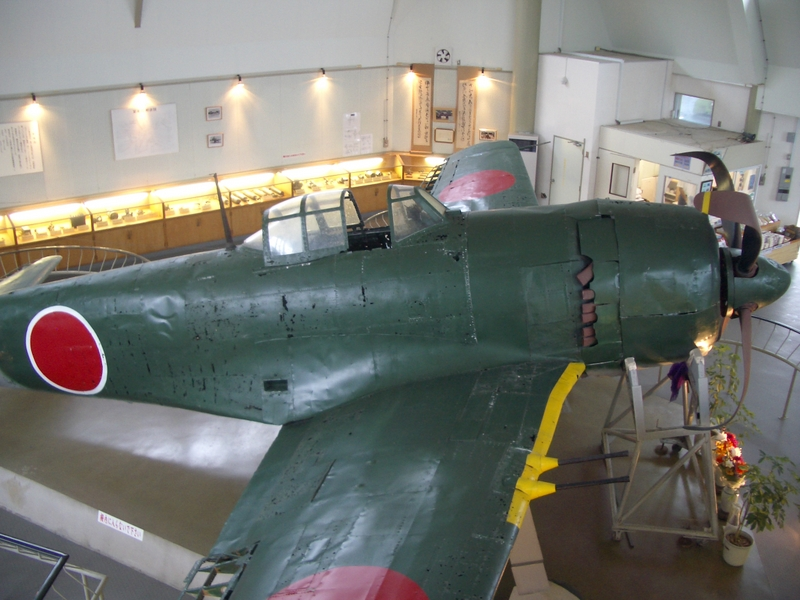
Kawanishi N1K2 Shiden-Kai expuesto en un museo en Shikoku.

Al menos, tres ejemplares, sobreviven en museos estadounidenses. Un ejemplar esta en el National Museum of Naval Aviation de Pensacola, Florida; el segundo en el  National Museum of the United States Air Force de Wright-Patterson Air Force Base cerca de  Dayton, Ohio, mientras que el tercero, está expuesto en el  National Air and Space Museum aunque su restauración, tuvo lugar en el Champlin Fighter Museum de Falcon Field, Mesa, Arizona, a cambio de lo cual, el avión se expuso durante los diez años posteriores a su restauración en Falcon Field.

## Especificaciones técnicas (N1K2-J)

### Características generales
- Tripulación: 1
- Longitud: 9,4 m (30,7 ft)
- Envergadura: 12 m (39,4 ft)
- Altura: 4 m (13 ft)
- Superficie alar: 23,5 m² (253 ft²)
- Peso vacío: 2656,5 kg (5855 lb)
- Peso cargado: 4001,8 kg (8820 lb)
- Peso máximo al despegue: 4859,3 kg (10 710 lb)
- Planta motriz: 1× Nakajima NK9H Homare 21, radial de 18 cilindros en doble hilera.
  - Potencia: 1480 kW (2040 HP; 2013 CV)

### Rendimiento
- Velocidad máxima operativa (Vno): 648 km/h (403 MPH; 350 kt)
- Alcance: 2395 km (1293 nmi; 1488 mi)
- Alcance en combate: 1716 km (926 nmi; 1066 mi)
- Alcance en ferry: 1488 m (4882 ft)
- Techo de vuelo: 10 820 m (35 500 ft)
- Régimen de ascenso: 20,3 m/s (3996 ft/min) (combustible de alto octanaje).
- Potencia/peso: 0.305 kW/kg 0.226 hp/lb

### Armamento
- Cañones: 4× Ho-5 de 20 mm
- Bombas: 2x bombas de 250 kg
- Otros: 2x tanques desechables de 400 litros.

### Listas relacionadas
- Anexo:Cazas de la Segunda Guerra Mundial
- Anexo:Aeronaves militares utilizadas en la Segunda Guerra Mundial